# Milejczyce
Milejczyce è un comune rurale polacco del distretto di Siemiatycze, nel voivodato della Podlachia.
Ricopre una superficie di 151,79 km² e nel 2004 contava 2 289 abitanti.

## Geografia antropica

### Frazioni
Le frazioni di questo comune rurale sono: Biełki, Borowiki, Chańki-Kościukowicze-Klimkowicze, Choroszczewo, Choroszczewo-Kolonia, Grabarka, Lewosze, Lubiejki, Miedwieżyki, Mikulicze, Nowosiółki, Pokaniewo, Pokaniewo-Kolonia, Rogacze, Sobiatyno, Wałki, Gołubowszczyzna, Jałtuszczyki e Osinki.